# Паркин (Арканзас)
Паркин (енгл. Parkin) град је у америчкој савезној држави Арканзас.

## Демографија
По попису из 2010. године број становника је 1.105, што је 497 (-31,0%) становника мање него 2000. године.
| Група             | 2000.         | 2010.       |
| Белци             | 482 (30,1%)   | 304 (27,5%) |
| Афроамериканци    | 1.098 (68,5%) | 767 (69,4%) |
| Азијати           | 1 (0,1%)      | 0 (0,0%)    |
| Хиспаноамериканци | 11 (0,7%)     | 12 (1,1%)   |
| Укупно            | 1.602         | 1.105       |